# پارک ملی اورهو ککونن
پارک ملی اورْهو کِکُّونِن (فنلاندی: Urho Kekkosen kansallispuisto, سامی شمالی: Urho Kekkonen álbmotmeahcci) یک پارک ملی در لاپلند فنلاند در ناحیه شهرداری‌های ساووکوسکی، سدان‌کوله و ایناری است که در سال ۱۹۸۳ تأسیس شد و با ۲٬۵۵۰ کیلومتر مربع (۹۸۵ مایل مربع) یکی از بزرگ‌ترین مناطق حفاظت شده فنلاند است. این نام به افتخار اورهو ککونن، رئیس‌جمهور فنلاند برای این پارک در نظر گرفته شده‌است.
رودخانه سومویوکی از قسمت‌های شمالی پارک می‌گذرد. مسیرهای مشخص شده در قسمت غربی آن حتی برای بازدیدکنندگان بی تجربه مقصد آسانی است، در حالی که طبیعت وحشی برای سفرهای طولانی و سخت مناسب است.

گله داری گوزن شمالی هنوز هم امری رایج در این منطقه است.